# 田無駅
田無駅（たなしえき）は、東京都西東京市田無町 四丁目にある西武鉄道新宿線の駅である。駅番号はSS17。

## 歴史
1962年（昭和37年）に建てられた旧駅舎が老朽化したため、田無駅北口再開発計画にあわせ、1996年（平成8年）に解体した。新駅舎を建設するため、仮駅舎（現・りそな銀行の場所）での営業を開始した後、新駅舎は1999年（平成11年）3月に完成した。同年3月23日から使用を開始し、旧駅舎時代から要望が多かったバリアフリー設備としてエレベーター・エスカレーターを設置している。
新駅舎が完成するまでは自動改札機は設置されず、新宿線最後の自動改札機非設置駅であった。
- 1927年（昭和2年）4月16日 - 開業。
- 1945年（昭和20年）4月12日 - アメリカ合衆国軍B29爆撃機による空襲により、当駅周辺を中心に大きな被害を受ける[2]。
- 1961年（昭和36年）- 構内改良工事により、島式ホーム1面2線を島式ホーム2面3線に変更[3]。
- 1962年（昭和37年）10月12日 - 橋上駅舎化。
- 1986年（昭和61年）3月23日 - 大雪により列車追突事故が発生。当日夜まで列車の運転を見合わせた。
- 1990年（平成2年） - 上り線北側にあった貨物列車・作業用車・回送などを留置する側線を撤去し、1番ホーム拡張工事が完了。
- 1995年（平成7年）3月10日 - 再開発ビル（田無西武店・現 アスタビル）オープンに伴い、旧田無橋上駅舎2階北口側の一部の壁を削り、駅舎と再開発ビルを結ぶペデストリアンデッキの本格的な使用を開始[注 1]。
- 1996年（平成8年）
  - 3月 - 北口駅前広場完成。これをもって田無駅北口市街地再開発事業が完了。
  - 3月31日 - 西武田無ステーションビル、北口橋上駅舎改築に伴い営業終了。
  - 4月1日 - 駅舎建て替え工事を開始。北口仮駅舎での使用開始。

## 駅構造
島式ホーム2面3線を有する地上駅。橋上駅舎を持つ。
上石神井駅と同様に、上下本線（1番・4番ホーム）の間にホームに挟まれた中線1本（2番・3番ホーム）を配する形態で、この中線が上下線の待避線として共用されている。2008年6月14日から2012年6月30日まで時点のダイヤでは、上り始発列車と拝島線からの列車は主に当駅で接続していた。下り本川越方面列車と拝島方面列車は主に小平駅で接続する。
各ホームおよび南口・北口地上部と改札階を連絡するエスカレーター・エレベーターが設置されている。トイレは改札内コンコース部に立地し、多機能トイレを併設する。

### のりば
| ホーム | 路線   | 方向 | 行先                   |
| ------ | ------ | ---- | ---------------------- |
| 1・2   | 新宿線 | 上り | 高田馬場・西武新宿方面 |
| 3・4   | 新宿線 | 下り | 所沢・本川越・拝島方面 |

- 通常、当駅発着の列車は中線（2・3番ホーム）を使用する。運行ダイヤによっては、1番ホームを当駅始発、4番ホームを当駅止まりの列車が使用することもある。
- 朝夕には、当駅始発の準急・急行が運転されている。
- 本川越寄りには引き上げ線1本が設けられている。有効長は8両編成分であり、朝ラッシュ時に運行される当駅始発の10両編成の準急はホームでそのまま折り返す。
- かつては上り本線の北側に一本、通過型の側線があった。1990年8月の上りホーム拡幅の際に上り本線とされ、旧上り本線部分はホームとなった。
- 2008年（平成20年）6月14日のダイヤ改正では、拝島快速通過駅の利便性を図るために、当駅 - 玉川上水間を運行する各駅停車が設定され、当駅始発で西（花小金井方面）に向かう列車および西からの当駅止まりの列車が復活した。しかし、2012年6月30日実施のダイヤ改正で拝島快速の設定が廃止され、データイムに当駅で西武新宿方面へ折り返す列車に代わっている。当駅以東で事故等などが発生し運転を見合わせている時は、当駅以西で折り返す場合あり。

### 駅構内店舗（北口駅ビル）
1962年 - 1996年 前駅舎
この時期の北口駅ビルは後述のように数度の改装を行っており、各時期で駅ビルの名称や店舗が大幅に異なっている。1982年に西武田無ステーションビル新装開店に伴い、西武新宿よりの屋上に狭山市と同様に、「西武田無ステーションビル」の赤い看板が取り付けられた。この駅ビル・駅舎は建築時期の関係上、現在の駅ビル・駅舎（1999年 - ）より天井が低いため、3階が改札直結となっていた。
1. 西興ストアー田無店（1963年4月5日 - 1971年頃・西友田無店として駅前に移転）
2. 田無ファミリーパーク（1971年12月15日 - 1981年12月頃・西友ストアーが運営する駅ビル）

- 1F 狭山そば（1973年8月15日 - 1996年）、弁当店（正式店名不明・1974年12月15日 - 閉店時期不明）
- 2F ファッションフロア（1971年12月15日 - 1981年12月頃・西武田無ステーションビル移行後に新装開店）
- 3F 西武観光田無案内所（1981年4月29日 - 1996年・定期券売り場横）ほか

1. 西武田無ステーションビル（1982年10月28日[4] - 1996年・1階の店舗のみ、田無プリンスデリカとして西武商事が運営）

- 1F プリンセス（西武系の生花店）（1982年10月28日 - ）、ダンキンドーナツ（1982年10月28日 - 1996年）、園芸店（正式店名不明・1982年10月28日 - 1996年）、狭山そば
- 2F ファッションフロア、西武DPE（1982年10月28日 - 次の駅舎の2003年）、森永LOVE（1982年3月11日 - 1996年・後のロッテリア）
- 3F 中国料理獅子（1982年10月28日 - ）、西武観光田無案内所（定期券売り場横）

1997年 - 1998年 仮駅舎
ロッテリアが駅舎改築のために一時閉店した跡に入居する。
- THE 100 STORES（100円ショップ）

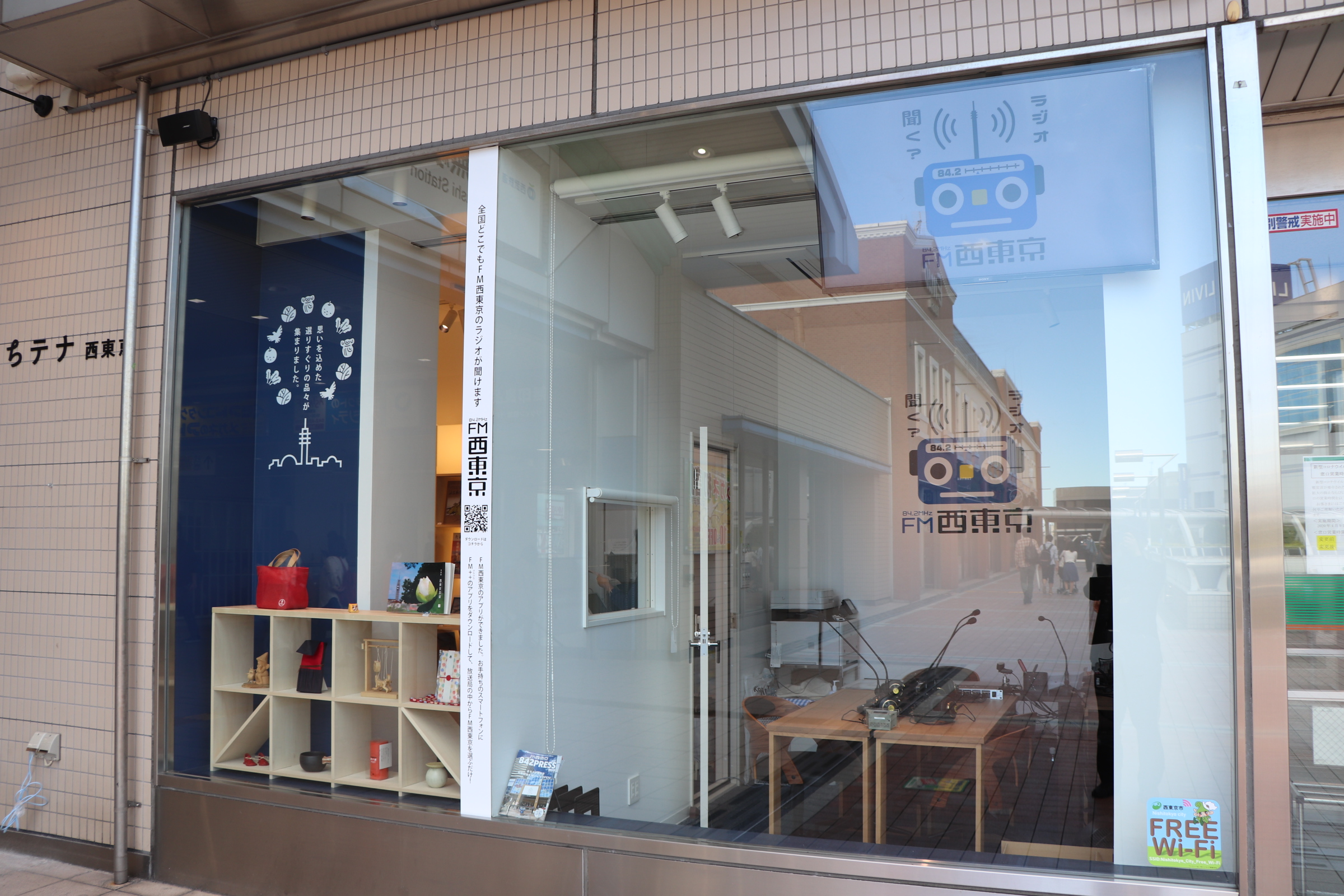
田無駅・まちステスタジオ（2020年）

1999年 -  現駅舎（Emio田無）
建て替えに伴い天井が高くなったため、前駅ビル・駅舎（1962年 - 1996年）では3階が改札直結となっていたものが現在の駅ビル・駅舎は、2階へ変更となっている。大半の店舗は新駅舎完成後に開店したものである。現行店舗の詳細情報は西武プロパティーズ公式サイト「田無駅の店舗情報」を参照。
- バンダレコード田無店（2011年閉店。のちLIVIN田無店4Fに再開店）
- 2013年に西武鉄道の駅商業施設ブランド、Emio田無となる。
- 2020年4月4日、北口にアスタ西東京とエフエム西東京の共同で『まちテナ西東京』を開設。ペストリアンデッキ部分にエフエム西東京のサテライトスタジオを併設[5]。

## 利用状況
2024年（令和6年）度の1日平均乗降人員は68,058人であり、西武鉄道全92駅中12位であり、新宿線単独駅では最多である。
近年の1日平均乗降・乗車人員の推移は下記の通りである。
| 年度               | 1日平均 乗降人員 | 1日平均 乗車人員 | 出典     |
| ------------------ | ---------------- | ---------------- | -------- |
| 1990年（平成02年） |                  | 33,800           | [ * 1 ]  |
| 1991年（平成03年） |                  | 34,331           | [ * 2 ]  |
| 1992年（平成04年） |                  | 34,068           | [ * 3 ]  |
| 1993年（平成05年） |                  | 33,567           | [ * 4 ]  |
| 1994年（平成06年） |                  | 33,532           | [ * 5 ]  |
| 1995年（平成07年） |                  | 34,719           | [ * 6 ]  |
| 1996年（平成08年） |                  | 34,910           | [ * 7 ]  |
| 1997年（平成09年） | 68,927           | 34,726           | [ * 8 ]  |
| 1998年（平成10年） | 69,010           | 34,748           | [ * 9 ]  |
| 1999年（平成11年） | 69,329           | 34,986           | [ * 10 ] |
| 2000年（平成12年） | 69,945           | 35,312           | [ * 11 ] |
| 2001年（平成13年） | 71,207           | 35,882           | [ * 12 ] |
| 2002年（平成14年） | 70,682           | 35,644           | [ * 13 ] |
| 2003年（平成15年） | 71,609           | 36,115           | [ * 14 ] |
| 2004年（平成16年） | 72,384           | 36,521           | [ * 15 ] |
| 2005年（平成17年） | 73,783           | 37,233           | [ * 16 ] |
| 2006年（平成18年） | 75,546           | 38,047           | [ * 17 ] |
| 2007年（平成19年） | 76,283           | 38,350           | [ * 18 ] |
| 2008年（平成20年） | 76,985           | 38,652           | [ * 19 ] |
| 2009年（平成21年） | 76,188           | 38,230           | [ * 20 ] |
| 2010年（平成22年） | 75,106           | 37,614           | [ * 21 ] |
| 2011年（平成23年） | 73,739           | 36,992           | [ * 22 ] |
| 2012年（平成24年） | 74,148           | 37,164           | [ * 23 ] |
| 2013年（平成25年） | 74,315           | 37,252           | [ * 24 ] |
| 2014年（平成26年） | 73,509           | 36,819           | [ * 25 ] |
| 2015年（平成27年） | 74,808           | 37,462           | [ * 26 ] |
| 2016年（平成28年） | 75,240           | 37,658           | [ * 27 ] |
| 2017年（平成29年） | 75,645           | 37,860           | [ * 28 ] |
| 2018年（平成30年） | 75,996           | 38,049           | [ * 29 ] |
| 2019年（令和元年） | 75,418           | 37,743           | [ * 30 ] |
| 2020年（令和02年） | 56,667           |                  |          |
| 2021年（令和03年） | 59,316           |                  |          |
| 2022年（令和04年） | 63,936           |                  |          |
| 2023年（令和05年） | 66,551           |                  |          |
| 2024年（令和06年） | 68,058           |                  |          |

## 駅周辺
北口は再開発で「アスタビル」やロータリーが整備された。また太平洋戦争中の空襲被害を語り継ぐために『平和のリング』が設置されている。
その一方で、南口は昔ながらの狭い駅前であり、商店が立ち並ぶ。南口についても駅前広場の整備が行われる予定であり、コミュニティバスの乗り入れが計画されている。北口の青梅街道沿いは旧田無宿であるが、戦時中の空襲で被災して、宿場の面影は地割以外まったくない。
駅周辺の商店街は大栄商店会（北口側）、田無北口商店会、田無商業協同組合（北口側）、田無駅南口商店会、文化通り商店会（南口側）がある。
- 西東京市民会館
- 東京法務局田無出張所
- シチズン時計本社 - 駅コンコース天井には同社の時計が設置されており、時報のメロディが流れる。
- ウエルシア田無駅前店
- アスタビル
  - アスタビル専門店街
    - コクミンドラッグ 田無店
    - 大黒屋
    - 靴チヨダ 田無アスタ専門店街店
    - 日高屋 田無アスタ店

  - みずほ銀行田無支店
  - LIVIN田無店
  - エクセル田無（日本中央競馬会の会員制場外勝馬投票券発売所）
    - アスタ市民ホール（エクセル田無の開催日以外に利用可能）
- 警視庁田無警察署
- 西東京郵便局
  - ゆうちょ銀行西東京店
- 三菱UFJ銀行田無支店
- 三井住友銀行田無支店
- りそな銀行田無支店
- 西東京市田無総合福祉会館
- 西東京市田無町地区会館
- コール田無
- シンエイ動画
- 田無山総持寺
- 田無神社
- 西東京市役所田無庁舎（旧・田無市役所）
- 西東京市中央図書館・田無公民館
- 西東京市南町スポーツ・文化交流センター きらっと
- イングビル
- 藤和ハウス本社・田無本店
- 田無南町二郵便局
- 田無警察署田無駅前交番
- 田無向台郵便局
- 田無芝久保郵便局
- 西東京中央総合病院
- ヴィーガーデンザ・レジデンス
- 社会福祉法人檸檬会レイモンド田無保育園
- 東京大学農学部 多摩農場
- 武蔵野大学・武蔵野大学中学校・高等学校 - 南東2km。
- 西東京市立田無小学校
- スカイタワー西東京（田無タワー、西2km）
- エフエム西東京（西2km）
  - まちテナスタジオ（駅隣接）
- 多摩六都科学館（西2km、バスあり）
- 青梅街道（東京都道4号東京所沢線・東京都道5号新宿青梅線）
- 新青梅街道（東京都道245号杉並田無線・東京都道5号新宿青梅線）
- 所沢街道（東京都道・埼玉県道4号東京所沢線）
- 武蔵境通り（東京都道12号調布田無線）
- ニトリ田無店
- 佐々総合病院

### バス路線
特記のないものは西武バスによる運行。
北口（「田無駅」停留所）
- 1番のりば
  - 境07・田44：文華女子中学高校・南沢五丁目・イオンモール東久留米経由 ひばりヶ丘駅行
  - 入庫：文華女子中学高校行
  - 深夜バス：文華女子中学高校行
- 2番のりば
  - 境03・田42：住友重機械工業前・谷戸経由 ひばりヶ丘駅行
  - 境05・深夜バス：住友重機械工業前・ひばりが丘団地経由 ひばりヶ丘駅行
- 3番のりば
  - 境04・田43：六角地蔵尊前・ひばりが丘団地経由 ひばりヶ丘駅行
- 4番のりば 西東京市コミュニティバス（はなバス）
  - 第3ルート - 向台循環、武蔵野大学経由東伏見駅南口行
  - 第4北ルート - 多摩六都科学館経由 花小金井駅北口行（関東バス）
  - 第4南ルート - 府中道・芝久保運動場行、芝久保運動場経由 花小金井駅北口行（関東バス）
- 5番のりば
  - 境03・境04・境07・深夜バス：武蔵境駅行
- 6番のりば
  - 田41：保谷庁舎・保谷駅南口経由 天神山行

なお、2007年（平成19年）12月15日以前は、5番のりばまでの設定であった。3番のりば発着の路線は1番のりば後方にあった0番のりば（屋根を1番のりばと共有）から乗客を乗せていた。
「田無駅入口」停留所（北口青梅街道沿い）
のりば番号に関しては関東バス公式サイト「関東バスナビ」で表示される便宜上の番号であり、実際には何も表記されていない。
- 1番のりば（西行）
  - 吉64：北芝久保経由 花小金井駅行
  - 鷹03：田無橋場行（関東バス）
  - 鷹04：田無橋場経由 多摩六都科学館行（関東バス）（特定の期間のみ運行　多摩六都科学館休館日は運休）
  - 田41：田無駅行（次の田無駅で終点）
  - はなバス 第4北ルート： 多摩六都科学館経由 花小金井駅北口行（関東バス）
- 2番のりば（東行）
  - 吉64：東伏見稲荷神社経由 吉祥寺駅行
  - 鷹03・鷹04：東伏見稲荷神社・武蔵野市役所前経由 三鷹駅行（関東バス）
  - 入庫：東伏見稲荷神社・武蔵野住宅経由 武蔵野営業所行（関東バス）（特定の期間のみ運行）
  - はなバス 第4北ルート：田無駅行（次の田無駅で終点、関東バス）

## 隣の駅
西武鉄道
 新宿線

■拝島ライナー
通過
■快速急行（下りのみ運転）
高田馬場駅 (SS02) → 田無駅 (SS17) → 東村山駅 (SS21)
■通勤急行（上りのみ運転）
上石神井駅 (SS13) ← 田無駅 (SS17) ← 東村山駅 (SS21)
■急行（当駅から花小金井方各駅に停車）
上石神井駅 (SS13) - 田無駅 (SS17) - 花小金井駅 (SS18)
■準急・■各停
西武柳沢駅 (SS16) - 田無駅 (SS17) - 花小金井駅 (SS18)
- 下り列車の当駅 - 本川越間は、たとえ方向幕が急行や準急でも、発車標では各停と表示される。